# Landelijke Pedagogische Centra
De Landelijke Pedagogische Centra (LPC) is een groep van drie Nederlandse organisaties die scholen adviseren over verbetering van het onderwijs.

## Organisaties
- Algemeen Pedagogisch Studiecentrum (APS)[1]
- Christelijk Pedagogisch Studiecentrum (CPS), tegenwoordig CPS Onderwijsontwikkeling en advies[2]
- Katholiek Pedagogisch Centrum (KPC), tegenwoordig KPC Groep[3]

De drie organisaties werken sinds 1971 samen binnen de Vereniging de Samenwerkende Landelijke Pedagogische Centra.

## Geschiedenis
In de oorspronkelijke namen van de drie organisaties is de verzuiling van het onderwijs in Nederland nog te herkennen. De centra ontstonden na de Tweede Wereldoorlog binnen de drie zuilen, allereerst (eind jaren veertig) het CPS, een vereniging waar de verschillende protestants-christelijke scholen bij aangesloten waren. Aanvankelijk waren er verschillende adviesorganisaties per sector (zoals lager onderwijs, beroepsonderwijs enz.), rond 1970 waren deze samengegaan tot de huidige drie centra, één per zuil (APS werkte zowel voor openbare als voor neutraal-bijzondere scholen).
Vooral in de jaren zeventig kregen de centra, gesubsidieerd door de rijksoverheid, de taak om scholen te ondersteunen bij onderwijsvernieuwingen. Zo hielp het CPS bijvoorbeeld scholen die de overstap wilden maken naar Jenaplan.
Vanwege de opkomst van de lokale en regionale schoolbegeleidingsdiensten in dezelfde tijd concentreerden de landelijke centra zich, wat het basisonderwijs betreft, op algemene informatieoverdracht via publicaties, studiedagen, cursussen, ondersteuning van de schoolbegeleidingsdiensten en projectcoördinatie.
De samenwerkende Landelijke Pedagogische Centra besloten hun werkveld onderling te verdelen naar andere dan levensbeschouwelijke aspecten, zoals onderwijsgebied (bijv. taalonderwijs of kunstvakken). De verzuiling ging dus een steeds kleinere rol spelen, de centra gingen ook voor andere scholen dan hun eigen zuil werken.
Ook in de jaren tachtig was de invloed van de drie centra op de onderwijsvernieuwing 'zeer groot'., evenals in de jaren negentig en daarna toen ze een rol speelden bij o.a. de introductie van het studiehuis. De roemruchte term 'het nieuwe leren' was geïntroduceerd door KPC. APS en CPS kwamen met vergelijkbare concepten, respectievelijk het 'natuurlijk leren' (APS) en ‘zin in leren’, of 'uitdagend onderwijs' (CPS).
Tegenstanders van dergelijke ontwikkelingen hebben de pedagogische centra bekritiseerd omdat ze hun ideeën, die niet wetenschappelijk gefundeerd zouden zijn, zouden doordrukken zonder oog voor de praktijk.

## Huidige situatie
Intussen veranderde vanaf 1997 met de Wet Subsidiëring Landelijke Onderwijsondersteunende Activiteiten (SLOA) (ingevoerd ondanks kritiek van Raad van State en Onderwijsraad) de financiering en daarmee ook de organisatie van de pedagogische centra. Geleidelijk worden de subsidies voor onderwijsadvisering overgeheveld naar de scholen (of hun koepelorganisaties) zelf.
Deze kunnen hiermee advies inkopen bij de LPC's, maar ook bij CITO, de Stichting Leerplanontwikkeling (SLO) of andere (commerciële) adviesbureaus. De pedagogische centra moesten dus commerciëler gaan werken, zoals in hun presentatie overigens al vanaf de jaren tachtig te merken was. Ze werken naar eigen zeggen tegenwoordig overwegend op basis van vragen vanuit scholen zelf.